# Астрофізика високих енергій
Астрофізика високих енергій або астрономія високих енергій — це дослідження астрономічних об'єктів, які випромінюють електромагнітне випромінювання з високими енергіями. Вона включає рентгенівську астрономію, гамма-астрономію, астрономію екстремального ультрафіолетового випромінювання, нейтринну астрономію та дослідження космічних променів.
Астрономічні об'єкти, які зазвичай вивчаються в цій галузі, можуть включати чорні діри, нейтронні зорі, активні ядра галактик, наднові зорі, кілонові зорі, залишки наднових і гамма-спалахи.
Деякі космічні та наземні телескопи, які вивчали астрономію високих енергій:
- AGILE
- AMS-02
- AUGER
- Chandra
- Fermi
- H.E.S.S.
- IceCube
- INTEGRAL
- MAGIC
- NuSTAR
- Swift
- XMM-Newton
- VERITAS

## зовнішні посилання
- Науково-дослідний центр астрофізики високих енергій NASA